# アルノルド・リューテル
アルノルド・リューテル（エストニア語: Arnold Rüütel、1928年5月10日 - 2024年12月31日）は、ソビエト連邦、及びエストニア共和国の政治家。2001年から2006年まで大統領を務めた。

## 経歴
サーレマー島で生まれた。1949年に農業大学を卒業し、1949年から1957年まで農業経済学者および農学教師として働いた。1957年から1963年までエストニア家畜育成・獣医研究所の管理者を務め、1963年にはタルトゥ・モデル・ソフホーズの管理者に指名された。同時期彼は高等教育を受け、1964年にエストニア農業アカデミーを卒業した。
1969年から1977年までリューテルはエストニア農業アカデミーの学長であった。1977年からエストニア・ソビエト社会主義共和国の高官職を務め、1983年にはエストニア最高会議の幹部会議長に指名された。1988年11月16日にソ連最高会議によって採用された主権エストニア宣言の準備と構成に大きな役割を果たした。
1990年3月に最高会議の議長に再選された。最高会議は1991年8月20日にエストニアの独立回復を宣言し、1992年10月まで議長職に留まった。
リューテルは1991年から1992年までエストニアの新憲法を起草する憲法制定会議のメンバーであった。1992年大統領選挙で国民から投票の42.2パーセントと最多の票を得るも、リーギコグでの決選投票でレンナルト・メリに敗れた。
1991年に農学博士号を得た。1995年にはリーギコグに選出され、副議長職を務めた。1994年から2000年までエストニア人民連合の議長であった。
2001年9月21日の選挙人団による選挙でリューテルは大統領に選出され、10月8日に就任した。2006年の任期終了に伴い大統領選挙に再出馬したが、トーマス・イルヴェスに破れ、退任した。
2024年12月31日の夜に死去。96歳没。

## 家族
妻のイングリット・リューテル（1935年11月3日生）は有名な民俗学者および民族誌学者であり、夫妻の間には2人の娘がいる。